# San Cristóbal (Kolumbia)
San Cristóbal – miasto w Kolumbii, w departamencie Bolívar.